# Adam Brand
Adam Brand (* vor 1692 in Lübeck; † 1746) war ein deutscher Kaufmann und Forschungsreisender.

## Leben
Brand unternahm mehrere Handelsreisen nach Moskau. Im Jahr 1692 reiste er gemeinsam mit Eberhard Isbrand Ides und anderen von Moskau aus nach China. Diese Reise diente sowohl Handelszwecken sowie auch als politische Gesandtschaft. Er wurde 1697 zum preußischen Hof- und Kommerzienrat ernannt. Brand war als preußischer Gesandter nach Persien vorgesehen, jedoch wurde die Reise nach dem Tod König Friedrichs I. 1713 nicht durchgeführt. Er lebte dann in Königsberg. Seine Beschreibung der Chinesischen Reise erschien zuerst in Frankfurt 1697, erlebte mehrere Auflagen und wurde ins Holländische, Französische und Englische übersetzt.

## Werke
- Adam Brands Neu-vermehrte Beschreibung seiner großen chinesischen Reise, welche er anno 1692 von Moscau aus über Groß-Ustiga, Siberien, Dauren und durch die große Tartarey bis in Chinam und von da wieder zurück nach Moscau innerhalb drey Jahren vollbracht: samt einer Vorrede Paul Jacob Marpergers von denen Reisen insgemein, sonderlich aber der orientalischen, und was vor Nutzen beydes die Europaer als asiatische Völcker davon zu erwarten haben. Lübeck: Boeckmann 1734 (Digitalisat)
- Beschreibung der dreijährigen chinesischen Reise: die russische Gesandtschaft von Moskau nach Peking 1692 bis 1695 in den Darstellungen von Eberhard Isbrand Ides und Adam Brand. Hrsg., eingeleitet und kommentiert von Michael Hundt. Stuttgart: Steiner 1999 (Quellen und Studien zur Geschichte des östlichen Europa; Band 53) ISBN 3-515-07396-5.